# Consell General de les Valls
Het Consell General de les Valls (Catalaans voor Algemene Raad der Valleien) is het parlement van de dwergstaat Andorra en daarmee het belangrijkste wetgevende orgaan van het land. Dit eenkamerparlement telt 28 zetels. De helft van de parlementsleden (14) wordt verkozen via een stelsel van evenredige vertegenwoordiging, de andere helft vanuit de parochies. Voor alle volksvertegenwoordigers geldt een termijn van vier jaar.

## Verdeling
De zetelverdeling sinds de verkiezingen van maart 2015 is als volgt:
- Demòcrates per Andorra (DA): 15 zetels
- Partit Liberal d'Andorra (LdA): 8 zetels
- Coalició Junts (CJ): 3 zetels
- Socialdemocràcia i Progrés (SDP): 2 zetels